# Marlène (chanson de Noir Désir)
Pour les articles homonymes, voir Marlène.
Pistes de Tostaky
Tostaky
(6) Johnny colère
(8)
Singles de Noir Désir
Ici Paris
(1993) Un jour en France
(1996)
Pistes de Dies irae
À l'arrière des taxis
(15) Long Time Man
(17)
Marlène est une chanson du groupe Noir Désir issue de Tostaky, leur 4e album sorti en 1993. Une version live sort en single en 1994.

## Paroles
La chanson est un hommage à Marlene Dietrich, Bertrand Cantat signe ici une allégorie sur un amour en temps de guerre. Elle évoque l'engagement de la chanteuse contre le nazisme pendant la seconde guerre mondiale mais aussi sa beauté et le désir qu'elle inspire aux soldats[réf. nécessaire].

## Parution
Marlène est le 7e morceau de l'album Tostaky sorti en 1993. Une version live enregistrée lors de la tournée de 1993 figure sur Dies irae, paru en 1994. Couplée avec Les Écorchés, la chanson est l'unique single issu de cet album live.
L'enregistrement studio de la chanson est intégré dans les deux compilations officielles du groupe, En route pour la joie (2001) et Soyons désinvoltes, n'ayons l'air de rien (2011). Cette dernière contient également une vidéo (Ted Niceley Mix) sur le DVD qui accompagne le format Deluxe.
Le morceau est joué, en studio comme en public, avec aux percussions une caisse claire qui observe le même rythme pendant toute la durée du morceau, ce qui lui donne son unité.
Le groupe Sinsemilia enregistre un reprise de Marlène en 2004 pour son album Debout, les yeux ouverts.

## Titres du disque
- CD 2 titres

1. Marlène (live) - 3:26
2. Les Écorchés (live) - 3:40